# IBM 7030
IBM 7030 er(var) en mainframe-computer, der også blev kendt som Stretch, var en supercomputer der i 1961 blev leveret til Los Alamos.